# Верхня Трансмонтана
Ве́рхня Трансмонта́на (порт. Alto Trás-os-Montes) — економіко-статистичний субрегіон в Португалії, входить до складу Північного регіону. Включає в себе частину округів Віла-Реал та Браганса. Територія — 8 168 км². Населення — 223 259 осіб. Найбільші міста: Браганса, Шавіш, Мірандела. 

## Географія
Регіон межує: 
- на півночі — Іспанія
- на сході — Іспанія
- на півдні — субрегіон Дору
- на заході — субреґіони Тамега, Аве, Кавад

## Галерея

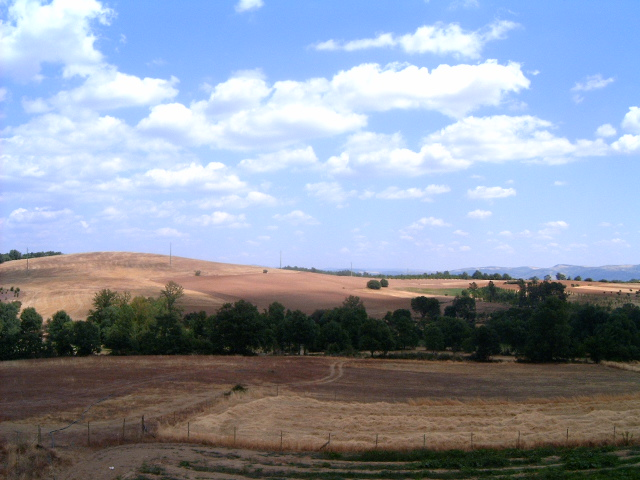
Простори округу Браганса
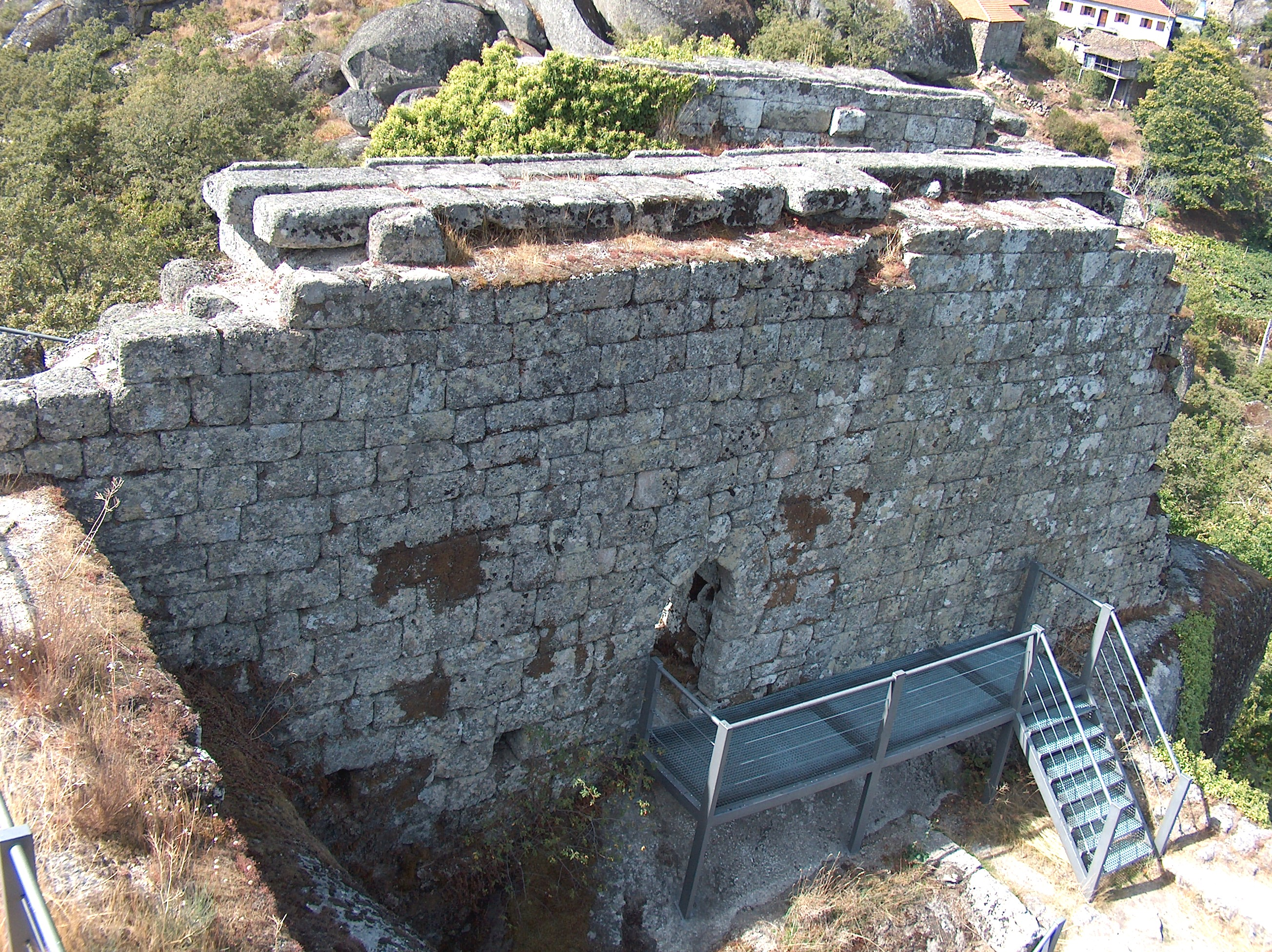
Середньовічні руїни замку Castelo de Pena de Aguiar, громада Vila Pouco de Aguiar
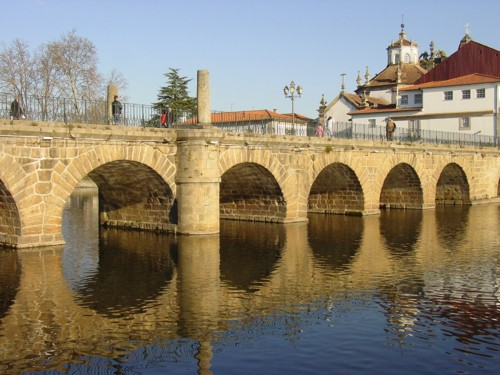
Римський міст у Шавіші
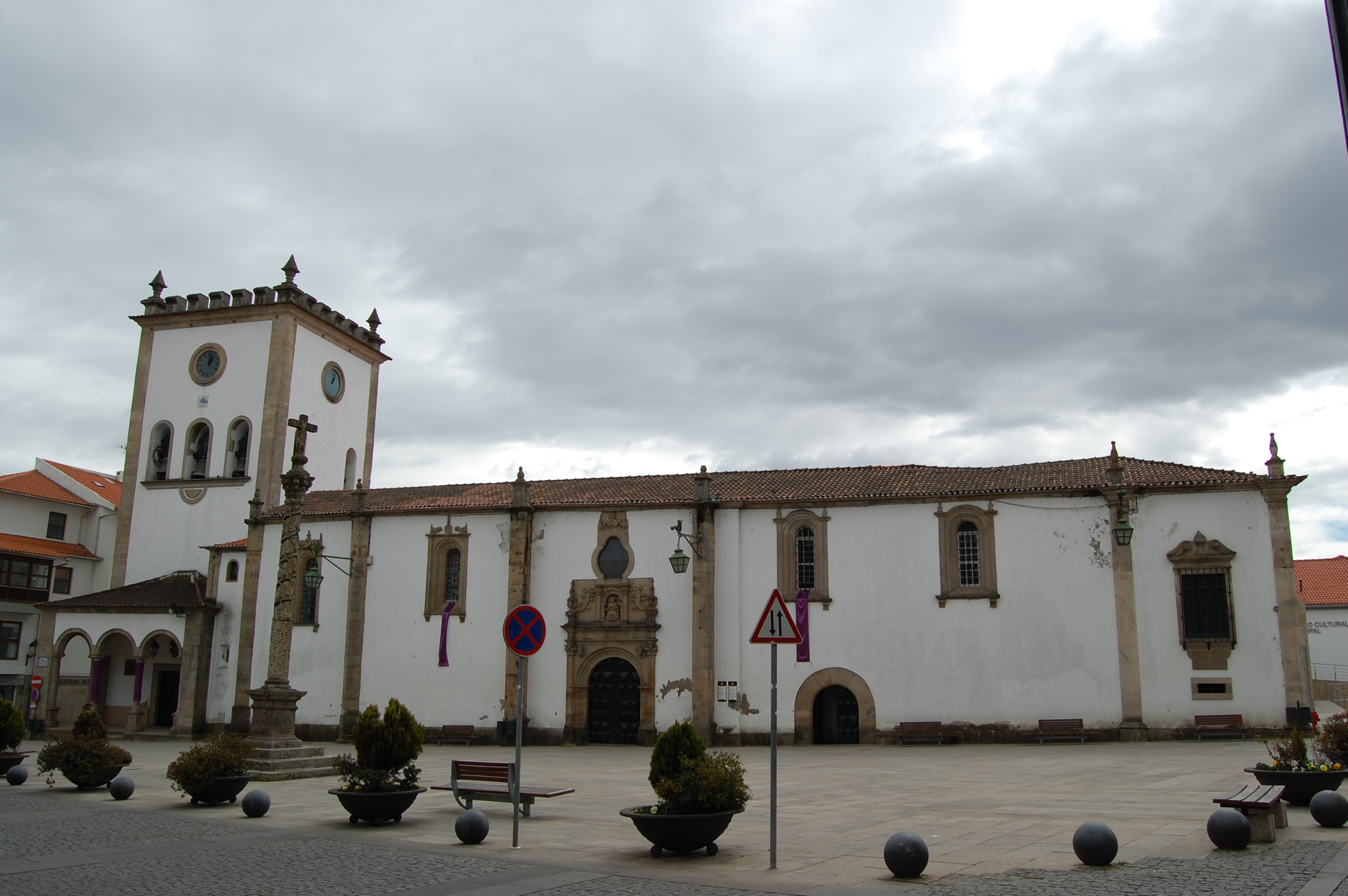
Кафедральний собор, Браганса — найвизначніший середньовічний собор провінції
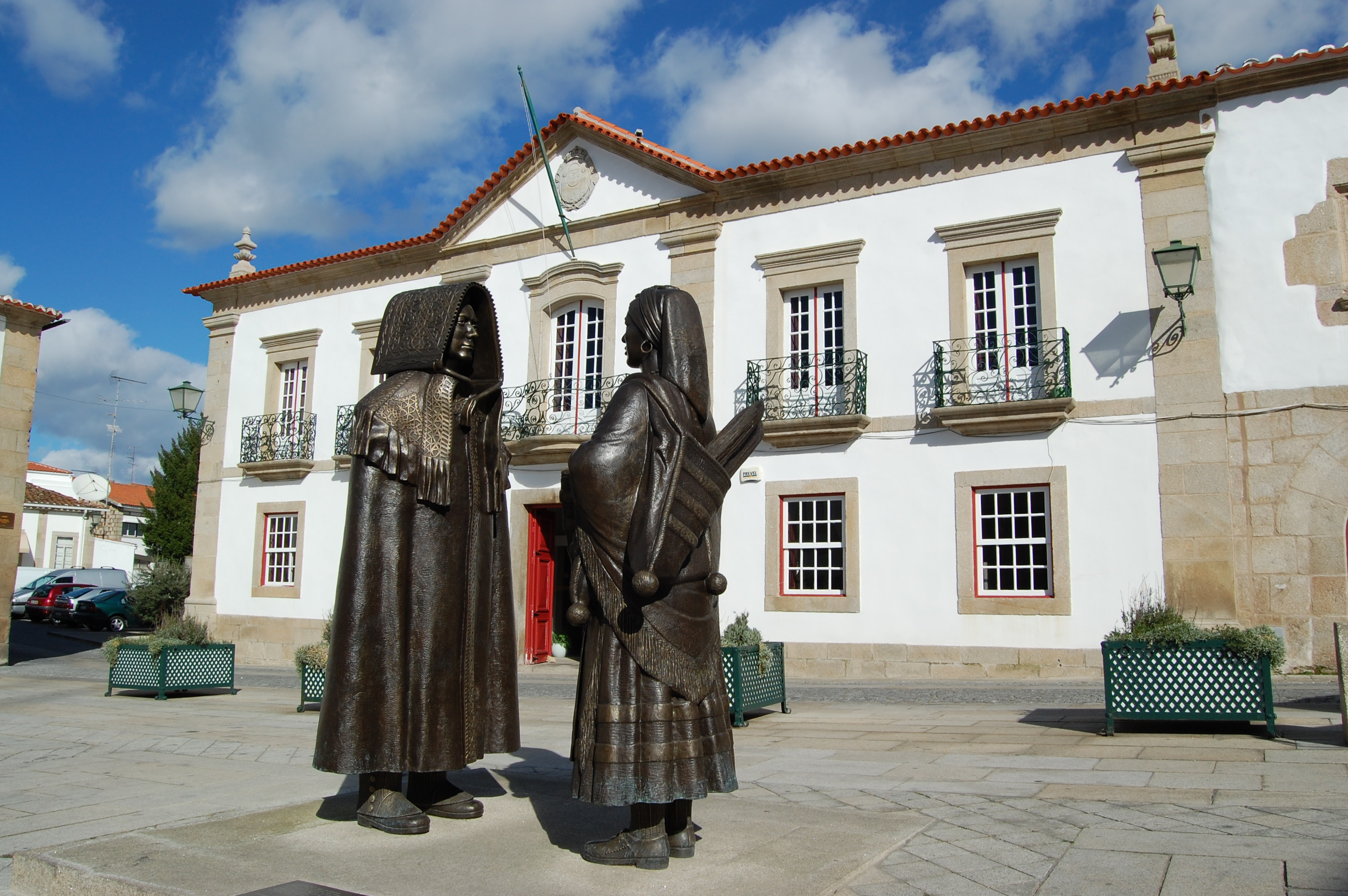
Головна площа громади Miranda do Douro
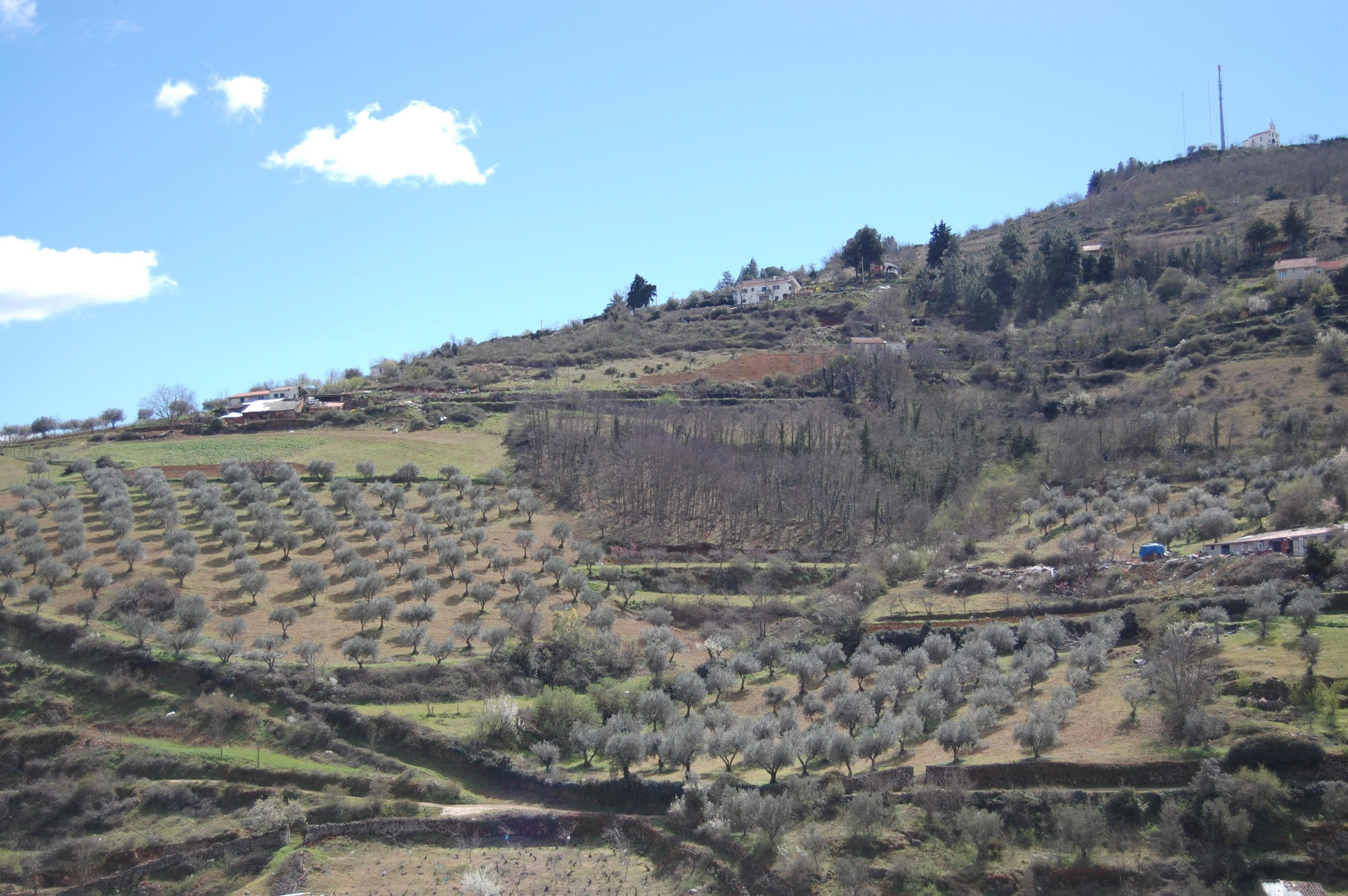
Оливкові дерева у громаді Браганса

### Муніципалітети
- Алфандега-да-Фе
- Браганса
- Віла-Флор
- Віміозу
- Віньяйш
- Маседу-ді-Кавалейруш
- Міранда-ду-Дору
- Мірандела
- Могадору
- Ботікаш
- Валпасуш
- Віла-Пока-де-Агіар
- Монталегре
- Мурса
- Шавіш